# Бергман, Карл (дирижёр)
Карл Бе́ргман (нем. Carl Bergmann; 12 апреля 1821, Эберсбах — 10 августа 1876, Нью-Йорк) — немецко-американский дирижёр и виолончелист.

## Биография
В 1827 году он начал обучение у Адольфа Циммермана в Циттау, а затем учился у органиста-композитора Адольфа Хессе в Бреслау. С 1842 году он дирижировал и играл на виолончели в Бреслау. В 1848 г. Бергман покинул Германию (по некоторым сведениям, из-за своего участия в революционных событиях) и отправился в США в качестве концертмейстера виолончелей Оркестра Германия (англ. Germania Musical Society), полностью сформированного из немецких музыкантов; позднее в том же году он занял место дирижёра. Вместе с оркестром Бергман обосновался в Бостоне, откуда коллектив постоянно отлучался на гастроли по всей стране, ведя при этом оживлённую концертную деятельность и в самом городе: так, 2 апреля 1853 года оркестр под управлением Бергмана впервые в Бостоне исполнил Девятую симфонию Людвига ван Бетховена, вызвав восторженные отзывы местной критики.
В 1854 г. Оркестр Германия прекратил своё существование, и Бергман отправился в Чикаго, но не ужился с местными оркестрантами и перебрался в Нью-Йорк, чтобы возглавить Мужское хоровое общество «Арион» (нем. Männergesangverein Arion), состоявшее из американцев немецкого происхождения. Весной следующего года он получил возможность заменить заболевшего Теодора Эйсфельда на подиуме Нью-Йоркского филармонического оркестра, исполнив увертюру Рихарда Вагнера к опере «Тангейзер». Последующие десять лет Бергман делил руководством оркестром с выздоровевшим Эйсфельдом, а в 1865—1876 возглавлял его единолично. Кроме того, Бергман некоторое время играл на виолончели в составе фортепианного квинтета, пианистом которого был Теодор Томас, вскоре после этого возглавивший собственный оркестр и конкурировавший с Бергманом настолько удачно, что в 1877 г. был приглашён занять его место.